# Martin Combes
Pour les articles homonymes, voir Combes.
Martin Combes est un acteur français, né le 15 avril 1995.
Apparu pour la première fois à l'écran en 2003 dans le court métrage Le Marionnettiste, il a ensuite notamment joué dans les films Papa, de Maurice Barthélemy, et Les Enfants, de Christian Vincent, tous deux sortis en 2005.

## Filmographie

### Cinéma
- 2005 : Papa de Maurice Barthélemy : Louis
- 2005 : Les Enfants de Christian Vincent : Paul
- 2006 : Paris je t'aime, film à sketches, segment Place des Victoires de Nobuhiro Suwa : Justin, l'enfant disparu
- 2009 : Avant-poste d'Emmanuel Parraud

### Courts métrages
- 2003 : Le Marionnettiste de Cyrille Drevon : Colin
- 2006 : Lapin aux cèpes de Jean-Philippe Martin : Jean
- 2007 : Noël 347 d'Alice De Vestele et Michaël Bier : le fils caché
- 2008 : Bonne nuit de Valéry Rosier : Matthieu
- 2013 : Swing absolu de François Choquet : Trancrède
- 2013 : Héros de William S. Touitou : Danny
- 2014 : Après la nuit de Philippe de Monts : Valentin
- 2014 : Square de Christophe Loizillon
- 2014 : Mon petit frère de Clément Poirier : Benjamin
- 2014 : Free Party de Frédéric Gélard : Julien
- 2016 : Fish and Chicks de Julie Grumbach et Elise McLeod : Erwan

### Télévision
- 2004 : Premiers secours (série télévisée), épisode Un enfant en péril de Didier Delaître : Erwan Meyer
- 2007 : Le Réveillon des bonnes (mini-série) de Michel Hassan : Joseph Dubreuil
- 2007 : Greco (série télévisée), épisode Petite Julie de Philippe Setbon : Gu Secondat enfant